# 鎮東軍節度使
鎮東軍節度使，即浙江东道觀察使，唐朝在今浙江省東部设立的节度使。
乾元元年（758年）设置。治所在越州（今浙江省绍兴市）。下辖越州、睦州、衢州、婺州、温州、台州、明州、处州，770年，废为浙东观察使。779年，与浙西观察使两浙合并，780年，两浙分割。781年，两浙合并为节度使，787年，两浙分割，浙东长期管辖越州、衢州、婺州、温州、台州、明州、处州，相当于今天浙江省衢江流域、浦阳江流域以东。中和之后，建号义胜军（883年）、威胜军（887年）、镇东军（896年），乾宁时为浙西钱镠兼并。

## 历代節度使
- 李希言（758年）
- 独孤峻（758年—759年）
- 吕延之（759年）
- 赵良弼（760年）
- 杜鸿渐（760年—761年）
- 王玙（761年—762年）
- 员锡（762年）（未上任）
- 殷日用（762年）（未上任）
- 薛兼训（762年—770年）
- 陈少游（770年—773年）
- 皇甫温（774年—776年）
- 崔昭（776年—779年）
- 王密（779年—786年）
- 元亘（786年—787年）
- 皇甫政（787年—797年）
- 李若初（797年—798年）
- 裴肃（798年—802年）
- 贾全（802年—805年）
- 杨於陵（805年—807年）
- 阎济美（807年）
- 薛苹（808年—810年）
- 李逊（810年—814年）
- 孟简（814年—817年）
- 薛戎（817年—821年）
- 丁公著（821年—823年）
- 元稹（823年—829年）
- 陆亘（829年—833年）
- 李绅（833年—835年）
- 高铢（835年—839年）
- 李道枢（839年）
- 萧俶（839年—842年）
- 李师稷（842年—844年）
- 元晦（845年—847年）
- 杨汉公（847年—848年）
- 李拭（848年）
- 李褒（849年—852年）
- 李讷（852年—855年）
- 沈询（855年—858年）
- 郑处诲（858年—859年）
- 郑祗德（859年—860年）
- 王式（860年—862年）
- 郑裔绰（862年—863年）
- 杨严（864年—867年）
- 王沨（867年—870年）
- 李绾（870年—872年）
- 王龟（872年—874年）
- 裴延鲁（874年—876年）
- 崔璆（877年—879年）
- 柳瑫（879年—880年）
- 刘汉宏（880年—886年）
- 董昌（886年—896年）
- 王抟（896年，未任）
- 钱镠（907年—928年，吴越王兼领）
- 成及（907年—913年，节度副使）
- 钱传瓘（914年—920年，安抚）
- 皮光业（921年—931年，观察使）
- 皮光业（932年—937年，知府事）
- 钱传瓘（923年—927年，留后）
- 钱元瓘（928年—941年，吴越王兼领）
- 錢弘佐（941年—947年，吴越王兼领）
- 錢弘倧（947年—948年，吴越王兼领）
- 钱弘儇（937年—939年，安抚）
- 钱弘儇（940年—941年，观察）
- 钱仁俊（942年—944年，安抚）
- 钱弘倧（944年—946年，安抚）
- 錢弘俶（948年—969年，吴越王兼领）
- 钱弘儇（947年—950年，安抚）
- 钱弘仪（950年—956年，安抚）
- 钱弘仪（958年—971年，安抚）
- 钱惟濬（969年—978年）
- 钱弘仪（972年—978年，观察）